# کارلوس چاکانا
کارلوس چاکانا (عبری: קרלוס צ'קאנה‎؛ زادهٔ ۲۳ ژوئن ۱۹۷۶) بازیکن فوتبال اهل آرژانتین است.
از باشگاه‌هایی که در آن بازی کرده‌است می‌توان به باشگاه فوتبال ریور پلاته، باشگاه فوتبال هاپوئل کفار سابا، باشگاه فوتبال هاپوئل ایرونی کریات‌شمونا، باشگاه ورزشی العربی کویت، و باشگاه فوتبال هاپوئل اشکلون اشاره کرد.